# 羅撒西公爵
羅撒西公爵（英語：Duke of Rothesay）是蘇格蘭的一個公爵爵位，用于授予苏格兰君主（后来的大不列颠君主以及联合王国君主）的作为长子的法定继承人。現任羅撒西公爵是國王查爾斯三世的長子威廉王子，其妻子凯瑟琳则为罗撒西公爵夫人。
按照规定，君主的男性法定继承人在苏格兰会强制使用“罗撒西公爵”的头衔而不是其在英国其他地区使用的“威尔士亲王”头衔（如有）或“康沃尔公爵”头衔（如有）。相应的，其妻子也会使用罗撒西公爵夫人的头衔。

## 歷史
羅撒西公爵爵位永遠是屬於蘇格蘭國君的長子。在1469年規定：羅撒西公爵直接授予蘇格蘭國君的長子。
倘若蘇格蘭國君的長子過世，其長子的兒子無法直接繼承公爵爵位。然而，倘若長子並無子嗣，則由蘇格蘭國君在世的最年長兒子獲得爵位。基於這些準則，只有蘇格蘭國君的兒子可能成為羅撒西公爵，縱使孫子是王位繼承人，則孫子也沒有權力繼承公爵爵位。此情況與英格蘭的康沃爾公爵類似。
卡蜜拉在2005年與時任威爾斯親王查爾斯王子結婚後，考量英國社會對於前任威爾斯王妃、查爾斯王子已故前妻黛安娜·斯賓塞的觀感，而未使用威爾斯王妃頭銜，而是改為使用康沃爾公爵夫人的稱號，卡蜜拉在蘇格蘭使用的另一的頭銜就是羅撒西公爵夫人殿下。

## 头衔
1493年，群岛之王约翰·麦克唐纳二世侄子（在此之前就已经被剥夺一次了）起义，群岛之王的头衔再次被詹姆斯四世剥夺。1540年，詹姆斯五世将群岛之王的头衔赐予苏格兰王位第一顺位继承人即罗撒西公爵。